# Masaaki Suzuki
Masaaki Suzuki (Kōbe, 29 aprile 1954) è un direttore d'orchestra, organista e clavicembalista giapponese.

## Biografia
Masaaki Suzuki nacque a Kōbe da genitori musicisti. Studiò organo e composizione presso l'Università delle Belle Arti e Musica di Tokyo, e, successivamente, si perfezionò ad Amsterdam in clavicembalo con Ton Koopman, in organo con Piet Kee e in improvvisazione con Klaas Bolt.
Nel 1983 iniziò a insegnare all'Università femminile di Kobe Shoin, presso la quale, nel 1990, fondò l'orchestra barocca Bach Collegium Japan. Il gruppo cominciò a tenere concerti regolarmente a partire dal 1992 e fece le sue prime registrazioni nel 1995. Suzuki, con il Bach Collegium Japan, registrò l'integrale delle cantate di Johann Sebastian Bach per la BIS Records. Inoltre, come solista, registrò l'integrale delle composizioni per clavicembalo di Bach e l'integrale del Clavier-Übung, comprese le opere per organo.
Masaaki Suzuki è inoltre professore di organo e clavicembalo presso la Università delle Arti di Tokyo.
Nel 2012 ha vinto il prestigioso Bach Prize, assegnato dalla Royal Academy of Music di Londra.